# Vester Flakkebjerg Herred
Vester Flakkebjerg Herred var et herred i Sorø Amt. Vester- og Øster Flakkebjerg Herred var oprindeligt ét, og hørte i middelalderen under Sjællands Vestersyssel der i 1660 blev ændret til Korsør- og Antvorskov Amter, indtil de i 1798 (i henhold til reformen i 1793) blev en del af Sorø Amt. Først i 1819 deltes herredet i juridisk henseende i en østlig og en vestlig del – den kirkelige deling menes at have været i 1700-tallet
I herredet ligger købstaden Skælskør og følgende sogne:
- Agersø Sogn
- Eggeslevmagle Sogn
- Flakkebjerg Sogn
- Fårdrup Sogn
- Gimlinge Sogn
- Holsteinborg Sogn
- Hyllested Sogn
- Hårslev Sogn
- Høve Sogn
- Kirkerup Sogn
- Magleby Sogn
- Omø Sogn
- Skælskør Sogn
- Skørpinge Sogn
- Sønder Bjerge Sogn
- Sørbymagle Sogn
- Ting Jellinge Sogn
- Tjæreby Sogn
- Venslev Sogn
- Ørslev Sogn